# 이터니티 (가상 아이돌)
이터니티(ETERNITY)는 2021년 3월 22일에 데뷔한 대한민국의 펄스나인(PULSE9) 소속, 인공지능 기술 딥리얼AI(DEEP REAL AI)로 생성한 11인조 가상인간 K-pop 아이돌 걸 그룹이다.

## 세계관
지구에서부터 먼 우주, 지구와 평행한 시간을 가지고 있는 행성 ‘아이아(AIA)’. ‘아이아’에는 지구인과 비슷한 모습의 ‘아이안(AIAN)’들이 살고 있었다. 그리고 행성 ‘아이아’의 중심에는 ‘아이아’의 찬란한 문명과 ‘아이안’의 행복을 지켜주는 에너지원이 존재한다. 아이안들은 그것을 ‘붉은 꽃’이라 불렀다. ‘붉은 꽃’을 통해 ‘아이안’들은 행복한 삶을 살아갈 수 있었다.
하지만 어느 날 붉은 꽃이 점점 시들어 가게 된다. 엄청난 문명과 기술을 자랑하는 ‘아이안’들이지만 점점 시들어 가는  붉은 꽃을 막을 수는 없었다. 수년간 노력했지만 그 이유를 알지 못했다. 그러던 어느 날 우연히 발견한 ‘지구’에서 지구인들이 서로를 사랑하고 생각하는 마음이 붉은 꽃을 다시 피우게 할 수 있다는 것을 알게 된다. 아이안들은 지구인들에게 사랑을 받을 방법을 생각하고 지구인들과 직접 소통하기 위해 22명의 아이안들을 선별하게 된다.
그중 11명의 소녀들이 ‘이터니티’라는 팀명을 받았고,  5명의 멤버 여름, 수진, 혜진, 서아, 민지가 첫 번째 소통의 임무를 맡아 ‘I'm Real’로 데뷔 무대를 갖는다.

## 활동

### 2020년: AI심쿵챌린지
펄스나인의 독자적인 인공지능 기술 딥리얼AI (Deep real AI)로 가상인물 남녀 각각 101명씩을 생성하고 ‘AI심쿵챌린지’를 통해 SNS에서 대중들의 픽을 받고 11명의 AI아이돌 소녀를 선발된다. 그 중 다인이 1위를 했고, 여름, 민지, 혜진, 서아, 수진, 초롱, 재인, 지우, 사랑, 예진과 함께 데뷔조로 선정되었다.

### 2021년: 데뷔,I’m Real, No Filter,공대 사랑이
3월22일, 여름, 수진, 혜진, 서아, 민지가  ‘I’m Real‘ 음원과 뮤직비디오로 정식 데뷔를 하였다. 두들범사운드가 프로듀싱한 타이틀곡 ‘I’m Real’은 피노키오가 아버지의 사랑으로 진짜 사람이 되면서 '아임 리얼보이(I'm a real boy)'라고 말한 데서 착안했다. 이 뮤직비디오는 유튜브 조회수 100만 회를 기록하였다.
8월27일, 다인이 ‘No Fiter’로 데뷔를 하였다. ‘No Fiter’는 엔터아츠 프로듀서 NUVO와 인공지능 작곡가 Aimy Moon이 음악 프로듀싱을 했다. ‘No Fiter’는 필터 속에 가려진 모습만을 좋아하게 된 이들에게 ‘우리의 본모습도 충분히 사랑스럽고 아름답다’는 메시지를 담고 있다. 뮤직비디오 유튜브 조회수 200만 회를 기록 중이다.
10월, 사랑이의 수학 댄스 콘텐츠 ‘공대 사랑이’를 선보였다. 중독성 있고 흥미로운 동작으로 수학의 개념을 안무로 표현해 색다른 즐거움을 선사했다. 11월에는 다인이 소셜 노래방앱 '썸씽'의 듀엣페스티벌에 참여해 팬들과 함께 노래를 불렀다. 또한 마리끌레르 12월호 화보를 공개해 지금껏 선보였던 발랄한 걸그룹 이터니티의 모습이 아닌 시크한 모델로서의 이터니티를 볼 수 있었다.

## 구성원
| Yeoreum     | 여름   | 채여름 | Yeorum Chae | 리더, 메인보컬       | I'm Real  |
| Minji       | 민지   | 하민지 | Minji Ha    | 메인 레퍼, 서브 댄서 | I'm Real  |
| Hyejin      | 혜진   | 김혜진 | Hyejin Kim  | 리드 레퍼            | I'm Real  |
| Seoa        | 서아   | 류서아 | Seoa Ryu    | 센터                 | I'm Real  |
| Sujin       | 수진   | 표수진 | Sujin Pyo   | 서브 보컬, 비주얼    | I'm Real  |
| Dain        | 다인   | 정다인 | Dain Jung   | N/A                  | No Filter |
| Chorong Ham | 함초롱 | 함초롱 | Chorong Ham | N/A                  | DTDTGMGN  |
| Zae-In      | 제인   | 제인   | Zae-In      | N/A                  | Paradise  |
| Jiwoo       | 지우   | 지우   | Woo Ji      | N/A                  | DTDTGMGN  |
| Sarang      | 사랑   | 오사랑 | Sarang Oh   | N/A                  | Paradise  |
| Yejin       | 예진   | 이예진 | Yejin Lee   | N/A                  | Paradise  |

## 음원

### 디지털 싱글 앨범
| 순서 | 음원 정보                       | 참여 멤버                    | 작곡                           | 작사           | 편곡                 | 비고                  | 참고          |
| ---- | ------------------------------- | ---------------------------- | ------------------------------ | -------------- | -------------------- | --------------------- | ------------- |
| 1    | I'm Real 발매일: 2021년3월22일  | 여름, 혜진, 서아, 민지, 수진 | 두들범사운드                   | 두들범사운드   | IMW                  | 그룹 데뷔             | [ 19 ]        |
| 2    | No Filter 발매일: 2021년8월27일 | 다인                         | NUVO, 박찬재, Aimy Moon        | NUVO           | NUVO, 박찬재         | 다인 데뷔             | [ 20 ] [ 21 ] |
| 3    | Paradise 발매일: 2022년4월29일  | 제인, 사랑, 예진             | NUVO, Aimy Moon                | NUVO           | NUVO                 | 제인, 사랑, 예진 데뷔 |               |
| 4    | DTDTGMGN 발매일: 2022년10월27일 | 함초롱, 지우                 | The Muze, Shorelle, YOUNG2BEAT | The Muze, 예빈 | The Muze, YOUNG2BEAT | 함초롱, 지우 데뷔     |               |

### 뮤직 비디오
| 년도 | 제목      | 재생시간 | 참조   |
| ---- | --------- | -------- | ------ |
| 2021 | I’m Real  | 3:16     | [ 22 ] |
| 2021 | No Filter | 3:12     | [ 23 ] |
| 2022 | Paradise  | 1:14     | [ 24 ] |
| 2022 | DTDTGMGN  | 3:08     | [ 25 ] |

## 음반 외 활동 목록
| 년도 | 활동                             | 멤버   | 참조          |
| ---- | -------------------------------- | ------ | ------------- |
| 2020 | 신한금융투자RCK 시즌2 홍보대사   | 함초롱 | [ 26 ]        |
| 2021 | 신한퓨처스랩 인도네시아 홍보대사 | 여름   | [ 27 ]        |
| 2021 | 썸씽 페스티벌                    | 다인   | [ 10 ]        |
| 2021 | 마리끌레르 12월 화보             | 전체   | [ 11 ] [ 28 ] |
| 2022 | KBS <글로벌라이브>               | 다인   | [ 29 ]        |

## 같이 보기
- Aespa